# Charleston-Express-Klasse
Die Charleston-Express-Klasse ist eine aus fünf Containerschiffen bestehende Klasse der Hamburger Reederei Hapag-Lloyd.

## Geschichte
Die heute von Hapag-Lloyd eingesetzten Schiffe wurden ursprünglich von der kanadischen Reederei CP Ships für deren zwei Tochterunternehmen Transportacion Maritima Mexicana (TMM) und Lykes Lines geordert. Gebaut und abgeliefert wurde das Schiffsquintett in den Jahren 2001 bis 2003 von der taiwanischen Werft China Shipbuilding Corporation in Kaohsiung. Im Jahr 2005 unterschrieb CP Ships einen Vertrag mit der US-Regierung, brachte die fünf Schiffe innerhalb des Maritime Security Program unter US-amerikanische Flagge und benannte sie nach amerikanischen Nationalparks. Nach der Übernahme von CP Ships durch Hapag-Lloyd im Jahr 2005 wurden die Schiffe im Zuge der folgenden Integration der Dienste beider Linienreedereien mit Hapag-Lloyd-typischen Namen benannt.

## Technik

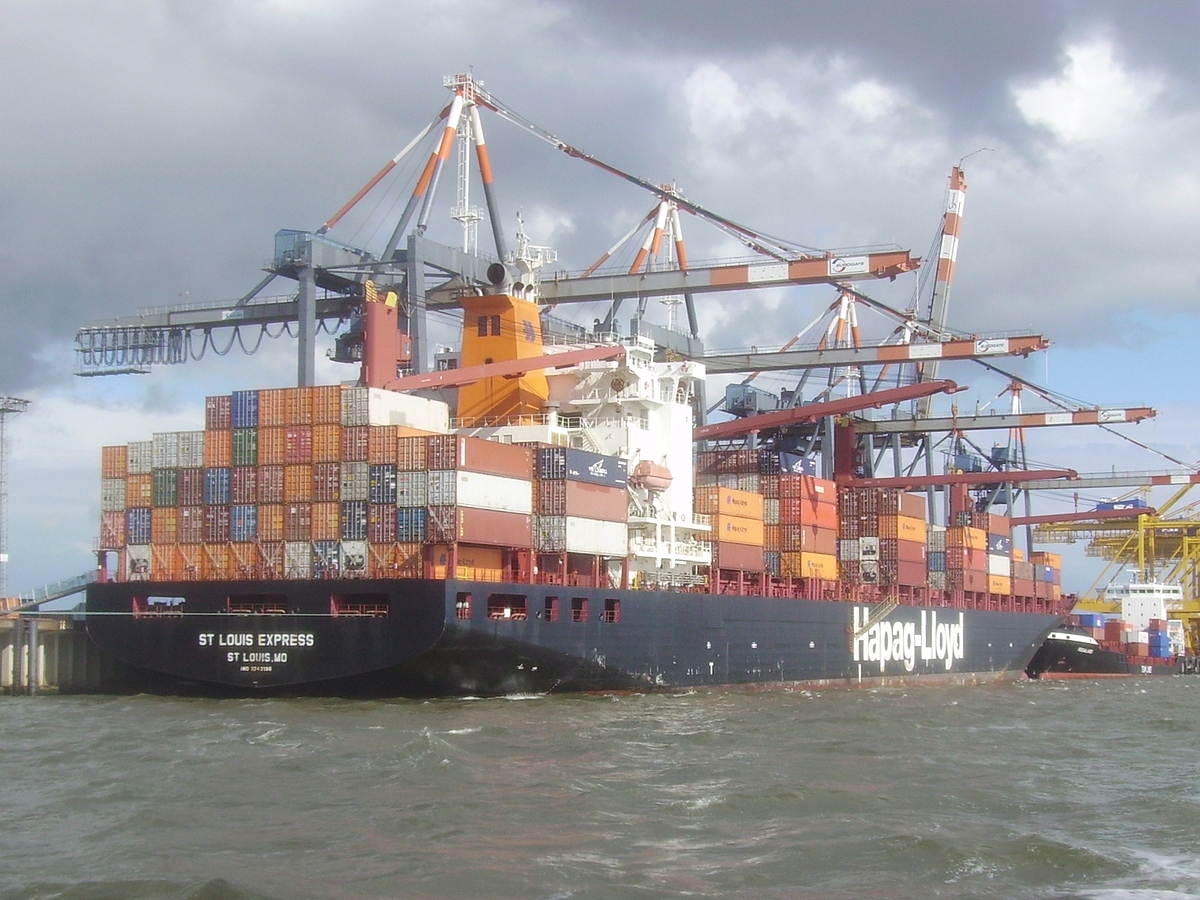
Heckansicht der St. Louis Express

Die Schiffe haben etwa vier Fünftel achtern über der Antriebsanlage angeordnete Aufbauten. Ein Laderaum befindet sich hinter dem Deckshaus, der Rest davor. Die Laderäume sind mit Cellguides versehenen und werden von Pontonlukendeckeln verschlossen. Die Containerkapazität beträgt 3237 TEU und es stehen 400 Kühlcontaineranschlüsse zur Verfügung. Das Ladegeschirr besteht aus vier mittig angeordneten 40-Tonnen-Schiffskränen, von denen drei vor dem Deckshaus angeordnet sind und einer den hinteren Laderaum bedient.
Der Hauptantrieb besteht aus einem HSD B&W Achtzylinder-Schiffsdieselmotor des Typs 8K80MC-C mit einer Leistung von 29.243 kW, der direkt auf einen Festpropeller wirkt. Die Schiffe erreichen damit eine Geschwindigkeit von etwa 22,5 kn. Die Energieversorgung wird von drei Hilfsdieseln und einem Notdiesel sichergestellt. Zur Unterstützung der An- und Ablegemanöver ist ein Bugstrahlruder vorhanden.

## Die Schiffe
| Charleston-Express-Klasse         | Charleston-Express-Klasse | Charleston-Express-Klasse | Charleston-Express-Klasse | Charleston-Express-Klasse                        | Charleston-Express-Klasse                                                                                             | Charleston-Express-Klasse |
| Bauname                           | Bauwerft / Baunummer      | IMO-Nummer                | Auftraggeber              | Kiellegung Stapellauf Indienststellung           | Umbenennungen und Verbleib                                                                                            |                           |
| --------------------------------- | ------------------------- | ------------------------- | ------------------------- | ------------------------------------------------ | --- | ------------------------- |
| Lykes Ranger                      | CSBC / 790                | 9243162                   | ?                         | 25. September 2001 1. Februar 2002 18. Juni 2002 | 2005 CP Everglades, 2007 Charleston Express, 2021 Velika Express, 2023 Velika, so in Fahrt                            |                           |
| 232M Container Carrier (3200 TEU) | CSBC / 791                | 9243174                   | ?                         | 20. November 2001 12. April 2001 2. Oktober 2002 | 2002 TMM Colima, 2002 Contship Tenacity, 2005 CP Shenandoah, 2007 Yorktown Express, 2021 Mirador Express, so in Fahrt |                           |
| TMM Guanajuato                    | CSBC / 792                | 9243186                   | ?                         | 5. Februar 2002 25. Juni 2002 26. November 2002  | 2005 CP Yellowstone, 2006 St. Louis Express, 2021 Antibes Express, so in Fahrt                                        |                           |
| Lykes Flyer                       | CSBC / 793                | 9243198                   | ?                         | 19. April 2002 17. Oktober 2002 15. Januar 2003  | 2005 CP Denali, 2006 Washington Express, 2021 Sounion Trader, 2024 Source Blessing, so in Fahrt                       |                           |
| TMM Yucatan                       | CSBC / 794                | 9243203                   | ?                         | 28. Juni 2002 17. Oktober 2002 19. Februar 2003  | 2005 CP Yosemite, 2006 Philadelphia Express, 2021 Spartel Trader, so in Fahrt                                         |                           |